# St. Nikolai (Großwerther)

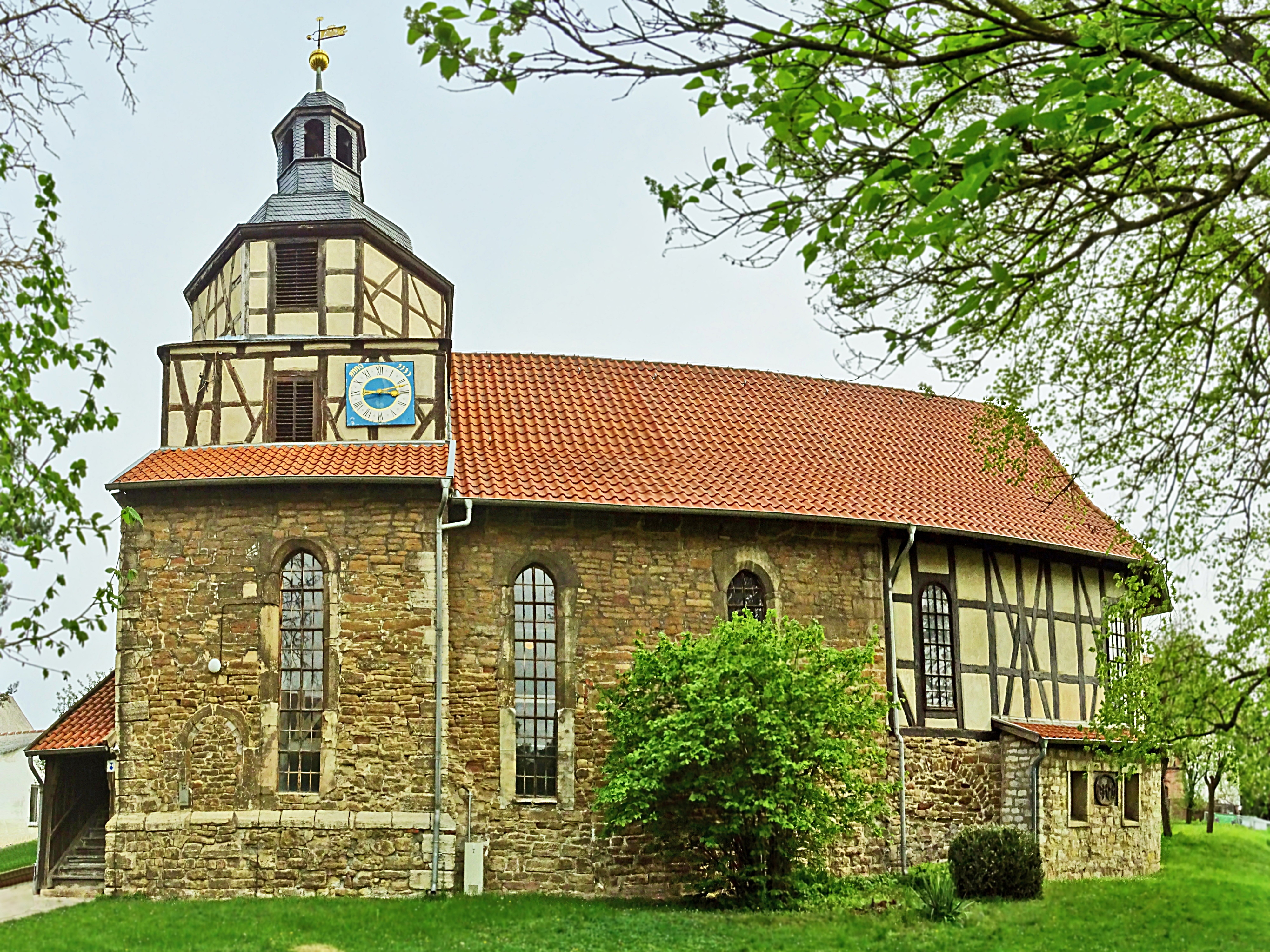
St. Nikolai in Großwerther

Die Kirche St. Nikolai befindet sich im Ortsteil Großwerther der Gemeinde Werther im Landkreis Nordhausen in Thüringen.

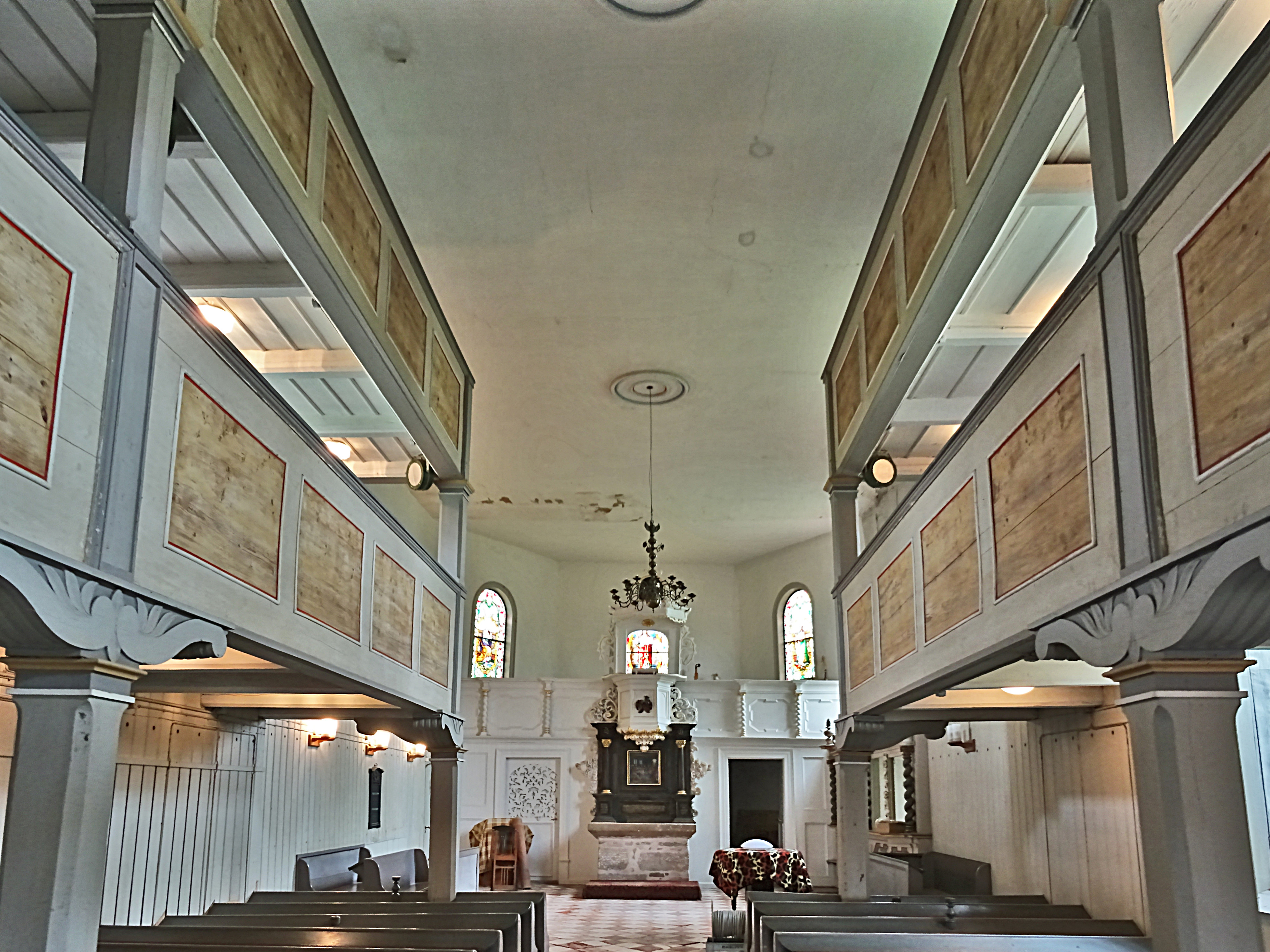
Innenansicht

## Lage
Die Kirche St. Nikolai liegt mitten im Dorf.

## Geschichte
Der Bau der Kirche geht vermutlich auf die Zeit Christianisierung der Region zurück. Die ältesten Bestandteile – Kirchenschiff und Unterbau des Turmes – wurden aus Steinen der Umgebung errichtet. Im Dreißigjährigen Krieg brannte die Kirche ab und auf den Mauerresten wieder aufgebaut. Der Altarraum wurde vergrößert und der Kirchturm bekam eine barocke Haube. Der Turm wurde mit vergoldeter Spitze, Wetterfahne und aufgesetzter Krone bestückt.

## Das Kirchenschiff

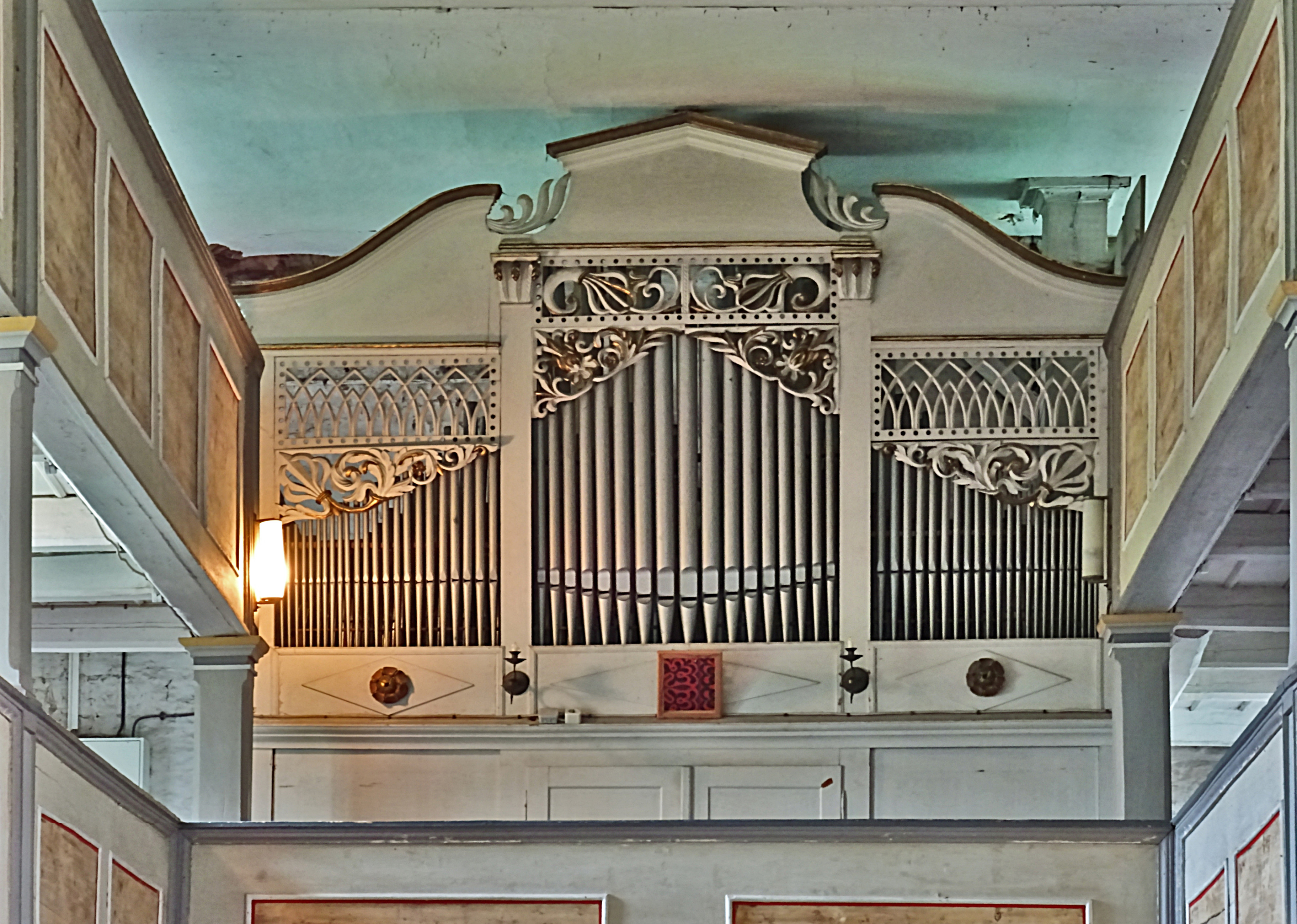
Dittus-Orgel

Der Eingang zum Kirchenschiff liegt auf der Turmseite. Turm und Emporen sind über eine äußere Holztreppe begehbar. Im Turm befindet sich das Glockengestühl. Nur ein Gestühl ist belegt. Die anderen zwei Glocken wurden 1942 im Zweiten Weltkrieg eingeschmolzen. Seit 1987 wird die Glocke elektrisch geläutet.
Der geräumige Altarraum mit steinernem Altar und zwei schwarzen Marmorsäulen ist mit dem Ölgemälde „Das Abendmahl“ ausgestattet. Über dem Altar befindet sich die Kanzel.

## Besonderheiten
- Die Zeiger der Turmuhr sind beleuchtet.
- Die Mauern sind 1,6–2,0 Meter dick.
- Es gibt zugemauerte Rundbogenfenster im Schiff und andere Rundbögen.
- Zwei Emporen, eine Orgel mit 16 Registern und 2 Hilfsregistern und 800 Pfeifen aus Holz und Zinn
- In der Kirche befinden sich Gedenktafeln für die Opfer der Kriege 1870/71, 1914–1928 und 1939–1945[1].